# Cyatholipus hirsutissimus
Cyatholipus hirsutissimus és una espècie d'aranyes araneomorfes de la família dels ciatolípids (Cyatholipidae). Fou descrita per primera vegada per Eugène Simon l'any 1894.
Aquesta espècie és endèmica del Cap Occidental a Sud-àfrica.

## Descripció
La femella descrita per Griswold l'any 1987 mesura 2,20 mm.